# 淡水泥蟹
淡水泥蟹（学名：Ilyoplax tansuiensis）为沙蟹科泥蟹属的动物。分布于台湾岛以及中国大陆的广东、福建、浙江等地，生活环境为海水，一般生活于河口泥滩上。